# 30 Urania
30 Urania este un asteroid de tip S din centura de asteroizi. A fost descoperit de J. R. Hind la 22 iulie 1854. Este numit după Urania (Ουρανία), una din cele nouă muze, fiica lui Zeus și Mnemosyne.